# Lörby
Lörby är en tätort och kulturbygd nära havet i Sölvesborgs kommun i Blekinge län. 
Orten är ett före detta fiskesamhälle, en kulturbygd med inslag av hästuppfödning av bland annat Islandshästar och jordbruk.

## Historia
Vid de nordligaste gårdarna i Lörby finns ett omfattande fornlämningsområde med gravfält och fossila åkrar på krönet av en skogbevuxen strandvall. Gravanläggningarna utgörs av stensättningar och resta stenar. Den största anläggningen kallas för Skebbas rör. Gravarna härrör från äldre järnåldern (cirka 500 f.Kr. till 500 e.Kr.). Över strandvallen sträcker sig en serie långsmala, fossila åkrar åtskilda av låga stensträngar. Åkersystemet är troligen anlagt under medeltiden.

### Befolkningsutveckling
| Befolkningsutvecklingen i Lörby 1960–2020 | Befolkningsutvecklingen i Lörby 1960–2020 | Befolkningsutvecklingen i Lörby 1960–2020 | Befolkningsutvecklingen i Lörby 1960–2020 | Befolkningsutvecklingen i Lörby 1960–2020 |
| ----------------------------------------- | ----------------------------------------- | ----------------------------------------- | ----------------------------------------- | ----------------------------------------- |
|                                           |                                           |                                           |                                           |                                           |
| År                                        |                                           |                                           | Folkmängd                                 | Areal (ha)                                |
| 1960                                      | 1960                                      |                                           | 303                                       |                                           |
| 1965                                      | 1965                                      |                                           | 349                                       |                                           |
| 1970                                      | 1970                                      |                                           | 281                                       |                                           |
| 1975                                      | 1975                                      |                                           | 270                                       |                                           |
| 1980                                      | 1980                                      |                                           | 274                                       |                                           |
| 1990                                      | 1990                                      |                                           | 296                                       | 74                                        |
| 1995                                      | 1995                                      |                                           | 245                                       | 74                                        |
| 2000                                      | 2000                                      |                                           | 231                                       | 74                                        |
| 2005                                      | 2005                                      |                                           | 243                                       | 74                                        |
| 2010                                      | 2010                                      |                                           | 264                                       | 74                                        |
| 2015                                      | 2015                                      |                                           | 264                                       | 88                                        |
| 2020                                      | 2020                                      |                                           | 263                                       | 88                                        |
|                                           |                                           |                                           |                                           |                                           |